# Gunnar Hellström (ämbetsman)
Erik Gunnar Hellström, född den 23 maj 1893 i Norrköping, död den 14 oktober 1976 i Stockholm, var en svensk ämbetsman.
Hellström avlade studentexamen 1911 och juris kandidatexamen vid Uppsala universitet 1916. Han blev sekreterare vid svenska legationen i Petrograd 1917, genomförde tingstjänstgöring i Norra Möre och Stranda domsaga 1919–1921, blev extra länsnotarie i Blekinge län 1921, andre länsnotarie i Östergötlands län 1925, förste länsnotarie i Älvsborgs län 1928 och länsassessor i Jämtlands län 1932. Hellström var landssekreterare i Kronobergs län 1942–1959. Han blev riddare av Vasaorden 1940 och av Nordstjärneorden 1945 samt kommendör av sistnämnda orden 1952. Hellström vilar på Södra kyrkogården i Kalmar.